# 和田アキ子のニッポン爆笑珍道中!!高田マネージャー付き
『和田アキ子のニッポン爆笑珍道中!!高田マネージャー付き』（わだアキこのにっぽんばくしょうちんどうちゅう たかだマネージャーつき）は、日本テレビ系列22局で放送されていた中京テレビ制作の旅バラエティ番組である。

## 概要
多忙で観光名所をじっくり訪ねた経験が無い歌手和田アキ子のため、タレントの高田純次がマネージャー役として日本の観光地を案内する旅番組。2011年から毎年夏に放送されている。
前身番組は高田が添乗員となりみのもんたを接待旅行に連れて行く『高田トラベル』という番組だった。このため、和田アキ子の冠番組であるが、実際は高田純次がメインの番組である。

## 放送時間
- 第1回：2011年8月14日 15:00 - 16:25
- 第2回：2012年7月28日 14:30 - 15:55
- 第3回：2013年8月10日 14:30 - 15:55

## 出演者
- 和田アキ子（旅行人）
- 高田純次（マネージャー）

### 2011年の出演者
- サバンナ （京都案内人）
- 高橋惠子（北海道案内人）
- 岩本勉（同上）

### 2012年の出演者
- 川田広樹（ガレッジセール・沖縄案内人）
- 小島よしお（案内人）
- 夏川りみ（SPゲスト）
- 諸見里大介（案内人）

### 2013年の出演者
- 勝俣州和
- 壇蜜
- キンタロー。（富士山案内役）
- スギちゃん（北海道案内役）
- 哀川翔

## 放送内容

### 2011年
- 初回の2011年は京都と北海道を観光。
- 京都では和田と高田に、地元出身のお笑いコンビ・サバンナが案内役として合流。寺社巡りや名物料理など一般的な観光を楽しんだ後、和田が舞妓体験に臨み、和服姿を披露する。
- 後半は北海道へ飛び、札幌や千歳市をドライブ。札幌ドームや冬季五輪の舞台となった大倉山を訪れる。また、高田は憧れの女優と対面を果たし、ジンギスカン料理に舌鼓を打つ[1]。

### 2012年
- 旅先は沖縄県。案内人としてガレッジセールの川田広樹が同行する。
- 1日目は美ら海で熱帯魚を見る（小島よしおが絶滅したと言われている巨大魚として水中で登場）。名物の天ぷらを食べる。やちむんの里にてシーサー購入し、浜比嘉島で大宴会（スペシャルゲストで夏川りみ登場「涙そうそう」を歌う）
- 2日目はアッコ初の寝起きドッキリから。その他、鍾乳洞探検。名物ぜんざいを食べる（諸見里大介が登場も滑舌悪くて大混乱）。牧志公設市場でイラブー汁に大絶叫。

## ネット局

### ネット局
| 放送対象地域   | 放送局                       | 系列           | 放送日時（放送日の遅れ）                   | 放送日時（放送日の遅れ）                   |
| 放送対象地域   | 放送局                       | 系列           | 2011年                                     | 2012年                                     |
| -------------- | ---------------------------- | -------------- | ------------------------------------------ | ------------------------------------------ |
| 中京広域圏     | 中京テレビ（CTV） （制作局） | 日本テレビ系列 | 2011年8月14日 15:00 - 16:25 （同時ネット） | 2012年7月28日 14:30 - 15:55 （同時ネット） |
| 青森県         | 青森放送（RAB）              | 日本テレビ系列 | 2011年8月14日 15:00 - 16:25 （同時ネット） | 2012年7月28日 14:30 - 15:55 （同時ネット） |
| 岩手県         | テレビ岩手（TVI）            | 日本テレビ系列 | 2011年8月14日 15:00 - 16:25 （同時ネット） | 2012年7月28日 14:30 - 15:55 （同時ネット） |
| 宮城県         | ミヤギテレビ（MMT）          | 日本テレビ系列 | 2011年8月14日 15:00 - 16:25 （同時ネット） | 2012年7月28日 14:30 - 15:55 （同時ネット） |
| 山形県         | 山形放送（YBC）              | 日本テレビ系列 | 2011年8月14日 15:00 - 16:25 （同時ネット） | 2012年7月28日 14:30 - 15:55 （同時ネット） |
| 福島県         | 福島中央テレビ（FCT）        | 日本テレビ系列 | 2011年8月14日 15:00 - 16:25 （同時ネット） | 2012年7月28日 14:30 - 15:55 （同時ネット） |
| 関東広域圏     | 日本テレビ（NTV）            | 日本テレビ系列 | 2011年8月14日 15:00 - 16:25 （同時ネット） | 2012年7月28日 14:30 - 15:55 （同時ネット） |
| 長野県         | テレビ信州（TSB）            | 日本テレビ系列 | 2011年8月14日 15:00 - 16:25 （同時ネット） | 2012年7月28日 14:30 - 15:55 （同時ネット） |
| 新潟県         | テレビ新潟（TeNY）           | 日本テレビ系列 | 2011年8月14日 15:00 - 16:25 （同時ネット） | 2012年7月28日 14:30 - 15:55 （同時ネット） |
| 静岡県         | 静岡第一テレビ（SDT）        | 日本テレビ系列 | 2011年8月14日 15:00 - 16:25 （同時ネット） | 2012年7月28日 14:30 - 15:55 （同時ネット） |
| 石川県         | テレビ金沢（KTK）            | 日本テレビ系列 | 2011年8月14日 15:00 - 16:25 （同時ネット） | 2012年7月28日 14:30 - 15:55 （同時ネット） |
| 近畿広域圏     | 読売テレビ（ytv）            | 日本テレビ系列 | 2011年8月14日 15:00 - 16:25 （同時ネット） | 2012年7月28日 14:30 - 15:55 （同時ネット） |
| 鳥取県・島根県 | 日本海テレビ（NKT）          | 日本テレビ系列 | 2011年8月14日 15:00 - 16:25 （同時ネット） | 2012年7月28日 14:30 - 15:55 （同時ネット） |
| 広島県         | 広島テレビ（HTV）            | 日本テレビ系列 | 2011年8月14日 15:00 - 16:25 （同時ネット） | 2012年7月28日 14:30 - 15:55 （同時ネット） |
| 山口県         | 山口放送（KRY）              | 日本テレビ系列 | 2011年8月14日 15:00 - 16:25 （同時ネット） | 2012年7月28日 14:30 - 15:55 （同時ネット） |
| 香川県・岡山県 | 西日本放送（RNC）            | 日本テレビ系列 | 2011年8月14日 15:00 - 16:25 （同時ネット） | 2012年7月28日 14:30 - 15:55 （同時ネット） |
| 愛媛県         | 南海放送（RNB）              | 日本テレビ系列 | 2011年8月14日 15:00 - 16:25 （同時ネット） | 2012年7月28日 14:30 - 15:55 （同時ネット） |
| 福岡県         | 福岡放送（FBS）              | 日本テレビ系列 | 2011年8月14日 15:00 - 16:25 （同時ネット） | 2012年7月28日 14:30 - 15:55 （同時ネット） |
| 長崎県         | 長崎国際テレビ（NIB）        | 日本テレビ系列 | 2011年8月14日 15:00 - 16:25 （同時ネット） | 2012年7月28日 14:30 - 15:55 （同時ネット） |
| 熊本県         | くまもと県民テレビ（KKT）    | 日本テレビ系列 | 2011年8月14日 15:00 - 16:25 （同時ネット） | 2012年7月28日 14:30 - 15:55 （同時ネット） |
| 鹿児島県       | 鹿児島読売テレビ（KYT）      | 日本テレビ系列 | 2011年8月14日 15:00 - 16:25 （同時ネット） | 2012年7月28日 14:30 - 15:55 （同時ネット） |
| 北海道         | 札幌テレビ（STV）            | 日本テレビ系列 | 2011年8月14日 15:30 - 16:55 （30分遅れ）   | 2012年7月28日 14:30 - 15:55 （同時ネット） |

## スタッフ
【2011年 京都・北海道編】　
- ナレーション：杉本るみ
- 構成：樋口卓治、加藤智久、河野有
- 北海道クルー：
  - CAM：田中智裕、佐藤優
  - AUD：清水直行、浅野拓道
  - 照明：麻田知志、武田吉弘
- 京都クルー：
  - CAM：湯浅幹雄、市原泰則
  - AUD：谷川和也、近田和弘
  - 照明：関戸英嗣、谷川弘高
- 編集：平井章浩
- テロップ：坪井秀成
- CG：青木俊樹
- MA：山内敦司
- 音効：宮田勝司
- ヘアメイク：安河内ユキ、長谷川伸江、矢野トシコ
- スタイリスト：古賀千由希、岩崎聡美
- 衣装協力：ABISTE、YUKI TORII、OPEN RANGE
- 協力：
- 車輌：
- 編成：青木繁治
- デスク：
- AD (アシスタントディレクター)：
- D (ディレクター)：田中一平
- 演出：富田恭彦
- AP (アシスタントプロデューサー)：栗田博歌
- P (プロデューサー)：村井清隆
- 製作著作：中京テレビ

【2012年 沖縄編】　
- ナレーション：杉本るみ
- 構成：加藤智久、河野有
- CAM：湯浅幹雄、杉山正典
- 水中CAM：長田勇
- AUD：玉那覇正樹
- AUD/MA：谷川和也
- 照明：関戸英嗣、喜瀬慎也
- 編集：平井章浩
- テロップ：坪井秀成
- CG：CTV MID ENJIN
- 音効：宮田勝司
- ヘアメイク：長谷川伸江
- スタイリスト：岩崎聡美、朝比奈さゆり、古賀千由希
- 衣装協力：MANGO HOUSE、南都
- 協力：有限会社サウスエリア、サクシードプランニング、琉球村、インプレスト
- 車輌：ハイウェイ沖縄
- 編成：大橋道生
- デスク：田中惠子
- AD (アシスタントディレクター)：工藤祐馬
- D (ディレクター)：黒野友貴
- 演出：富田恭彦
- AP (アシスタントプロデューサー)：栗田博歌
- P (プロデューサー)：村井清隆
- 製作著作：中京テレビ

【2013年 遊園地・キャンプ編】
- ナレーター：杉本るみ
- 構成：加藤智久、松永英隆、河野有
- 遊園地クルー
  - CAM：湯浅幹雄、尾関達也
  - VE：小林明正、中瀬亮
  - AUD：谷川和也、倉本貴幸
  - 照明：関戸英嗣、内藤歩美
- キャンプクルー
  - CAM：田中智裕、佐藤優
  - AUD：清水直行、宮本竜太
  - CA：清水忠晴、武田吉広
- 編集：平井章浩
- テロップ：坪井秀成
- CG：青木俊樹
- MA：浅井豊
- 音効：宮田勝司、伊藤友介
- メイク：木下美香、長谷川伸江、金慶姫
- スタイリスト：古賀千由希、岩崎聡美、乙坂知子
- 衣装協力：VIVIENNE TAM
- 協力：遠軽町役場、旭川観光コンベンション協会
- 車輌：極東電視台、ひぐまJAPAN
- 編成：大橋道生
- 広報：山田有吉
- デスク：田中惠子
- TK (タイムキーパー)：柿田由美子
- AD (アシスタントディレクター)：守屋泰斗
- D (ディレクター)：森田浩史、祖父江賢太郎
- AP (アシスタントプロデューサー)：栗田博歌
- P (プロデューサー)：村井清隆
- 製作著作：中京テレビ